# نوفا دوبنيتسا
نوفا دوبنيتسا (بالإنجليزية: Nová Dubnica)‏ هي بلدة و municipality of Slovakia تقع في سلوفاكيا في Ilava District.[بحاجة لمصدر] يقدر عدد سكانها بـ 12,358 نسمة .